# Cambridgeshire and Isle of Ely

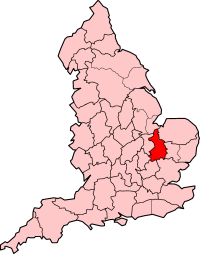
Die frühere Grafschaft Cambridgeshire and Isle of Ely (1965–1975)

Cambridgeshire and Isle of Ely war eine Grafschaft in England. Sie wurde 1965 durch die Vereinigung von Cambridgeshire und Isle of Ely gebildet. 1974 wurde sie mit der Grafschaft Huntingdon and Peterborough vereinigt, um so die vergrößerte Grafschaft Cambridgeshire zu bilden.